# The Ronettes

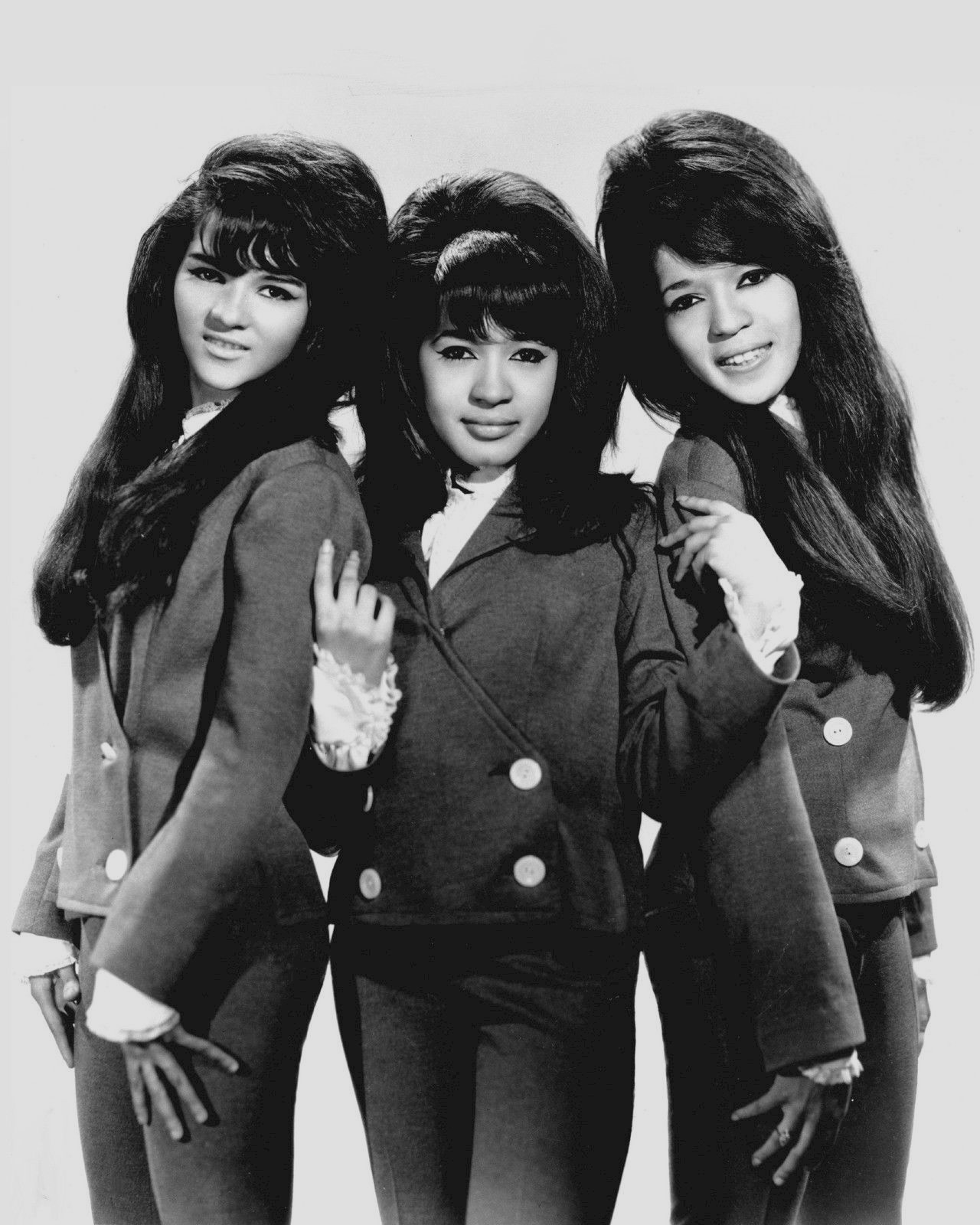
The Ronettes (1966)

The Ronettes waren ein weibliches Gesangstrio aus New York City, das in den frühen 1960er Jahren einige Hits in den USA und Großbritannien hatte. Das bekannteste Stück der Girlgroup ist Be My Baby.

## Geschichte
Die Schwestern Ronnie und Estelle Bennett und ihre Cousine Nedra Talley hatten 1959 ihre ersten gemeinsamen Auftritte, gewannen einen Talentwettbewerb und standen regelmäßig auf der Bühne, damals noch als Darling Sisters. Bald wurden Plattenproduzenten auf sie aufmerksam, und 1961 veröffentlichten sie ihre erste Single. Kurz darauf benannten sie sich um in The Ronettes, abgeleitet von Ronnie Bennett.
1963 kam es zur Zusammenarbeit mit dem bekannten Produzenten Phil Spector. Mit dem bewährten Autorenteam Jeff Barry/Ellie Greenwich schrieb er ihnen mit Be My Baby eine äußerst erfolgreiche Single, die er im Stil seiner berühmten „Wall of Sound“ produzierte. Mit dem Lied landete das Mädchentrio sowohl in den USA als auch in Großbritannien auf vorderen Chartplätzen.
Fünf Singles in Folge landeten in den Top 40 der US-Charts, und vier davon platzierten sich auch in Großbritannien. Das Album … Presenting the Fabulous Ronettes Featuring Veronica war zwar in den Charts nicht so erfolgreich, wurde aber später auf Platz 427 der 500 besten Alben aller Zeiten des Rolling-Stone-Magazins gewählt. Schon im Albumtitel wurde Veronica „Ronnie“ Bennett in den Vordergrund gestellt, und in den Veröffentlichungen ab 1965 wurde sie im Bandnamen besonders erwähnt. Aber die folgenden Singles erfüllten die Erwartungen nicht. Nachdem sowohl Estelle Bennett als auch Nedra Talley 1966 geheiratet hatten, kam schließlich das Aus für die Gruppe. 1968 heiratete Ronnie Bennett Phil Spector, die Ehe hielt sechs Jahre.
Ronnie Spector setzte ihre musikalische Karriere mit wechselhaftem Erfolg fort. 1973 war sie kurzzeitig mit zwei anderen Sängerinnen als Ronnie and the Ronettes unterwegs, machte dann aber solo weiter mit eigenen Aufnahmen, im Background und als Begleitung von Bruce Springsteen und 1986 von Eddie Money, mit dem sie dessen größten Hit Take Me Home Tonight einspielte, im Song-Refrain zitiert wurde -„just like Ronnie sang“- und im dazugehörigen, offiziellen Musikvideo auftrat.
Die Ronettes wurden 2004 in die Vocal Group Hall of Fame und drei Jahre später in die Rock and Roll Hall of Fame aufgenommen. 2017 setzte das Branchenmagazin Billboard Be My Baby auf Platz eins seiner Kritikerliste der 100 besten Girl-Group-Lieder aller Zeiten.

## Musik
Die beiden ersten Singles der Ronettes wurden Ende der 1960er Jahre von Andy Kim in Deutschland populär gemacht, der Baby, I Love You auch in den USA auf Platz 5 brachte.
Be My Baby bleibt aber ihr mit Abstand populärstes Lied. Es wurde in die Liste der 500 einflussreichsten Rocksongs der Rock and Roll Hall of Fame aufgenommen. Zahlreiche Künstler nahmen das Lied in ihr Repertoire auf, darunter die Bay City Rollers, Shaun Cassidy, Rachel Sweet, Linda Ronstadt, Melissa Etheridge, Brian Wilson und die Bates.
I Can Hear Music war 1966 ihr letzter Charthit. Er wurde drei Jahre später von den Beach Boys gecovert und ein Hit in Großbritannien.

## Mitglieder
- Veronica Ronnie Bennett, verh. Spector (* 10. August 1943 in New York; † 12. Januar 2022)
- Estelle Bennett, verh. Vann (* 22. Juli 1941 in New York; † 11. Februar 2009 in Englewood)
- Nedra Talley, verh. Ross (* 27. Januar 1946 in New York)

## Diskografie

### Studioalbum
- Presenting the Fabulous Ronettes (1964)

### Singles
- My Darling Angel (1961)
- I Want a Boy (1961)
- Silhouettes (1961)
- I’m Gonna Quit While I’m Ahead (1961)
- The Memory (1962)
- Be My Baby (1963)
- Baby, I Love You (1963)
- Sleigh Ride (1963)
- Frosty the Snowman (1963, UK: Silber, US: Gold)
- (The Best Part Of) Breakin’ Up (1964)
- Do I Love You? (1964)
- (Walking) In the Rain (1964)
- Born to Be Together (1965)
- Is This What I Get for Loving You? (1965)
- The Memory (1965)
- He Did It (1965)
- I Can Hear Music (1966)

## Auszeichnungen für Musikverkäufe
| Goldene Schallplatte - Dänemark - 2024: für die Single Be My Baby - Griechenland - 2023: für die Single Sleigh Ride - Italien - 2021: für die Single Sleigh Ride - 2023: für die Single Be My Baby - Portugal - 2022: für die Single Sleigh Ride - Spanien - 2023: für die Single Sleigh Ride | Platin-Schallplatte - Dänemark - 2023: für die Single Sleigh Ride - Neuseeland - 2023: für die Single Sleigh Ride - Spanien - 2024: für die Single Be My Baby |

Anmerkung: Auszeichnungen in Ländern aus den Charttabellen bzw. Chartboxen sind in ebendiesen zu finden.
| Land/RegionAuszeichnungen für Musikverkäufe (Land/Region, Auszeichnungen, Verkäufe, Quellen) | Silber  | Gold     | Platin       | Verkäufe  | Quellen                   |
| -------------------------------------------------------------------------------------------- | ------- | -------- | ------------ | --------- | ------------------------- |
| Dänemark (IFPI)                                                                              | —       | Gold1    | Platin1      | 135.000   | ifpi.dk                   |
| Griechenland (IFPI)                                                                          | —       | Gold1    | —            | 10.000    | Einzelnachweise           |
| Italien (FIMI)                                                                               | —       | 2× Gold2 | —            | 85.000    | fimi.it                   |
| Neuseeland (RMNZ)                                                                            | —       | —        | Platin1      | 30.000    | aotearoamusiccharts.co.nz |
| Portugal (AFP)                                                                               | —       | Gold1    | —            | 5.000     | Einzelnachweise           |
| Spanien (Promusicae)                                                                         | —       | Gold1    | Platin1      | 90.000    | elportaldemusica.es       |
| Vereinigte Staaten (RIAA)                                                                    | —       | Gold1    | 3× Platin3   | 3.500.000 | riaa.com                  |
| Vereinigtes Königreich (BPI)                                                                 | Silber1 | —        | 4× Platin4   | 2.600.000 | bpi.co.uk                 |
| Insgesamt                                                                                    | Silber1 | 7× Gold7 | 10× Platin10 |           |                           |